# Топенштет
Топенштет (њем. Toppenstedt) општина је у њемачкој савезној држави Доња Саксонија. Једно је од 42 општинска средишта округа Харбург. Према процјени из 2010. у општини је живјело 2.109 становника. Посједује регионалну шифру (AGS) 3353034.

## Географски и демографски подаци
Топенштет се налази у савезној држави Доња Саксонија у округу Харбург. Општина се налази на надморској висини од 35 метара. Површина општине износи 29,1 km². У самом мјесту је, према процјени из 2010. године, живјело 2.109 становника. Просјечна густина становништва износи 72 становника/km².